# Hans Wurst Nachfahren

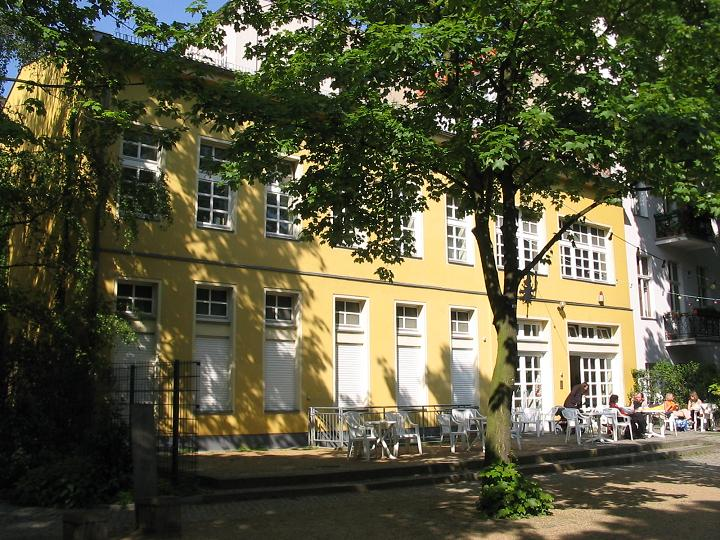
Theater am Winterfeldtplatz

Hans Wurst Nachfahren war ein Berliner Puppentheater. Das Ensemble um Siegfried Heinzmann und Barbara Kilian inszenierte Bearbeitungen klassischer Stücke, eigene Stücke, Novellen, Fabeln und Märchen. In 37 Jahren des  Theaterschaffens wurden über 60 Produktionen erarbeitet und in 8500 Vorstellungen rund 800.000 Zuschauer erreicht.

## Geschichte
1981 von Siegfried Heinzmann, Barbara Kilian und Manfred Wegner gegründet, verfügte das Puppentheater ab 1982 über eine Spielstätte im Mehringhof Berlin. Im September 1993 wurde ein neues Theatergebäude am Winterfeldtplatz im Bezirk Schöneberg eröffnet. Das Ensemble gab Gastspiele auf nationalen und internationalen Festivals, so in Bochum, Erlangen, Graz, Hohnstein und Daressalam (Tansania). Seit 2002 arbeitete das Theater mit der Spreewald-Grundschule als Partnerschule zusammen, seit 2003/04 mit dem Projekt Theater und Schule (TuSch).
Im Dezember 2013 wurde das Theatergebäude verkauft. Im Februar 2015 sollte das Theater bereits ausziehen. Die Initiative Keine Schließung des Theaters am Winterfeldplatz - Hans Wurst Nachfahren müssen bleiben wurde gestartet und erzielte 15.754 Unterschriften. Dies hatte zur Folge, dass die Verträge zwischen Eigentümer, Senat und Hans Wurst Nachfahren zunächst um drei Jahre verlängert wurden. Eine vom Senat angebotene weitere Verlängerung lehnten die Theaterbetreiber aus Altersgründen ab. Die letzte Vorstellung erfolgte am 3. Juni 2018. Nach einer Ausschreibung wurde die Spielstätte an eine Tanz- und Theatergruppe um die Regisseurin Gabi dan Droste vergeben.

## Konzept und Produktionen

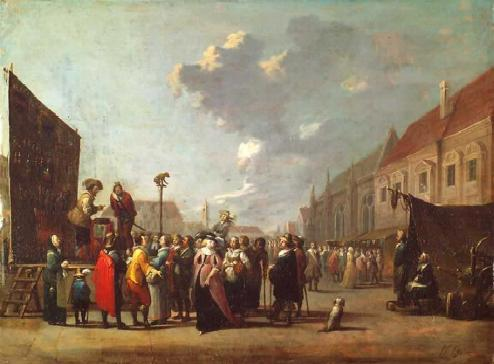
Wanderbühne mit Hanswurst

Der Name Hans Wurst Nachfahren verweist auf die Figur des Spaßmachers Hanswurst in den Theaterstücken der Wandertruppen Deutschlands des 17. und 18. Jahrhunderts. Der Name sollte für eine Dramaturgie für Kleine und Große ohne elitäres Gehabe, aber dennoch kunstvoll, und für Witz und Spaß stehen. Es arbeitet mit allen Puppentechniken: Tischmarionetten, Handpuppen, Stockhandpuppen, Klappmaulpuppen, Stabfiguren, Marionette, Schattenfiguren und Rollwagenpuppen in Anlehnung an die Bunrakutechnik.
Von 1981 bis 2018 entstanden über 60 Produktionen, davon ein Stück in französischer und vier Stücke in englischer Sprache.

### Gastspiele
- 1985 Fernsehproduktion Jule und Leopold
- 1989 Inszenierung Streit im Hof am staatlichen Puppentheater Zagreb
- 1990 Inszenierung Streit im Hof – Teil 2 am staatlichen Puppentheater Zagreb
- 1997 Hörspielproduktion des Stücks von Barbara Kilian: Engel. Bengel und Co.

### Kinderstücke
- 2017 Pinocchio von Barbara Kilian nach Carlo Collodi, Regie, Puppen, Bühne: Siegfried Heinzmann
- 2016 Kasper und der verflixte Hauptgewinn Ensembleproduktion, Regie, Puppen, Bühne: Siegfried Heinzmann
- 2013 Lotte, Paul und Anton von Barbara Kilian, Regie, Puppen, Bühne: Siegfried Heinzmann
- 2011 Grüffelo Musik: Iris ter Schiphorst unter Mitwirkung von Stefan  Lienenkämper, Übersetzung:  Monika Osberghaus; Beltz Verlag, Nach den Geschichten „Der Grüffelo“ und „Das Grüffelokind“ von  Julia Donaldson, und Axel Scheffler, Rechte: Macmillan Children´s Books, Regie, Puppen, Bühne: Siegfried Heinzmann
- 2011 Produktion zum 30-jährigen Bühnenjubiläum
- 2010 Zwerg Nase, nach Wilhelm Hauff, Regie, Puppen, Bühne: Siegfried Heinzmann
- 2008 Kalif Storch, nach Wilhelm Hauff, Regie, Puppen, Bühne: Siegfried Heinzmann
- 2006 Produktion zum 25-jährigen Bühnenjubiläum
- 2005 Die Bremer Stadtmusikanten, von Bernd Schlarmann nach den Brüdern Grimm, Regie, Puppen, Bühne: Siegfried Heinzmann
- 2005 Aladin und die Wunderlampe, ein Märchen aus 1001 Nacht von Barbara Kilian, Regie, Puppen, Bühne: Siegfried Heinzmann
- 2004 Kasper und der Teufel mit den zwei goldenen Hörnern, Regie, Puppen, Bühne: Siegfried Heinzmann
- 2004 Snow White (Schneewittchen in englischer Sprache)
- 2003 Die Salzprinzessin, von Barbara Kilian frei nach dem Märchen Prinzessin Mäusehaut der Brüder Grimm, Regie, Puppen, Bühne: Siegfried Heinzmann
- 2002 The Emperors New Clothes (Des Kaisers neue Kleider in englischer Sprache)
- 2001 Der Wettlauf zwischen Fridolin Hase und Sven Igel von Barbara Kilian nach den Brüdern Grimm, Regie, Puppen, Bühne: Siegfried Heinzmann
- 2000 Kaspers schönstes Weihnachtsfesteine, Weihnachtsgeschichte von Barbara Kilian, Regie, Puppen, Bühne: Siegfried Heinzmann
- 1999 The Devil With The Three Golden Hairs (Der Teufel mit den 3 goldenen Haaren in englischer Sprache)
- 1999 Le Chat Botté (Der gestiefelte Kater in französischer Sprache)
- 1999 Das tapfere Schneiderlein von Barbara Kilian nach den Brüdern Grimm, Regie, Puppen, Bühne: Siegfried Heinzmann
- 1998 Heinrich Hund der Vagabund von Barbara Kilian, Regie, Puppen, Bühne: Siegfried Heinzmann
- 1997 Schmusetiere unter sich von Barbara Kilian, Regie, Puppen, Bühne: Siegfried Heinzmann
- 1997 Der Sängerkrieg der Heidehasen, von James Krüss, Musik: Rolf Alexander Wilhelm, Regie, Puppen, Bühne: Siegfried Heinzmann
- 1996 Engel, Bengel und Co. eine Weihnachtsgeschichte von Barbara Kilian, Regie, Puppen, Bühne: Siegfried Heinzmann
- 1996 Die geraubte Schönheit nach der Erzählung "Eine überaus hübsche Dame" von Natalie Babbitt, Regie: Barbara Kilian
- 1995 Schneewittchen, von Barbara Kilian, nach der Urfassung der Brüder Grimm, Regie, Puppen, Bühne: Siegfried Heinzmann
- 1993 The Ugly Giant (Der häßliche Riese in englischer Sprache)
- 1993 Kasperstücke fürs Freie, Ensembleproduktion, Puppen: Siegfried Heinzmann
- 1993 Der kleine Muck, von Barbara Kilian, nach Wilhelm Hauff, Regie und Bühne: Siegfried Heinzmann, Puppen: Barbara und Günther Weinhold
- 1992 Der Fischer und seine Frau von Barbara Kilian, nach Philipp Otto Runge, Regie, Puppen, Bühne: Siegfried Heinzmann
- 1992 Mia und der Krieg der Töne von Hartmut Fittkau, Regie, Puppen, Bühne: Siegfried Heinzmann
- 1991 Die wunderschöne Wassilissa nach einem russischen Märchen, Regie: Hans Jochen Menzel, Puppen, Bühne: Siegfried Heinzmann
- 1991 Der häßliche Riese nach Motiven eines griechischen Märchens
- 1990 Der Bär und die Prinzessin nach einer Erzählung von August Hinrich, Regie, Puppen, Bühne: Siegfried Heinzmann
- 1990 Sindbad der Seefahrer von Barbara Kilian, ein Märchen aus 1001 Nacht, Regie, Puppen, Bühne und Kostüme: Siegfried Heinzmann
- 1990 Des Kaisers neue Kleider, ein barockes Marionettentheater nach Hans Christian Andersen, Regie, Puppen, Bühne: Siegfried Heinzmann
- 1989 Der gestiefelte Kater, von Barbara Kilian ein barockes Märchen nach Charles Perrault, Regie, Puppen, Bühne und Kostüme: Siegfried Heinzmann
- 1988 Streit im Hof, von Barbara Kilian
- 1986 Clara blickt durch von Barbara Kilian, Regie, Puppen, Bühne: Siegfried Heinzmann, Dramaturgie: Olaf Reifegerste
- 1985 Der Teufel mit den 3 goldenen Haaren von Barbara Kilian, nach der Urfassung der Brüder Grimm, Regie, Puppen, Bühne: Siegfried Heinzmann
- 1983 Der kleine schwarze Fisch von Samad Behranghi, farbiges Schattentheater, Regie, Puppen, Bühne: Siegfried Heinzmann
- 1981 Bär bleib Bär, PREMIERE 1. Mai 1981

### Abendstücke
- 2014 Gelackt und gemeiert von Barbara Kilian, Regie, Puppen, Bühne: Siegfried Heinzmann
- 2012 Bunga Bunga – oder Altern in Würde von Michael Kleeberg, Regie, Puppen, Bühne: Siegfried Heinzmann
- 2009 Die Tür mit den sieben Schlössern, "ein Kriminalstück in Schwarzweiß", nach Edgar Wallace, von Alexander Liegl und Gabriele Rothmüller für das Puppentheater bearbeitet von Hans Wurst Nachfahren, Regie, Puppen, Bühne: Siegfried Heinzmann
- 2007 Loriots Dramatische Werke, Regie, Puppen, Bühne: Siegfried Heinzmann
- 2006 Hamlettt nach William Shakespeare, Regie, Puppen, Bühne: Siegfried Heinzmann
- 2004 Der Kommunist vom Montmartre von Barbara Kilian nach Michael Kleeberg, Regie, Puppen, Bühne: Siegfried Heinzmann, Rechte: DTV
- 2003 Die Uhren von Wolfgang Hildesheimer, Regie, Puppen, Bühne und Kostüme: Siegfried Heinzmann, Bühnenrechte: Suhrkampverlag
- 2002 Ödipus/Antigone von Jean Cocteau, nach Sophokles, Deutsch von Anna Zaschke, Regie, Puppen, Bühne: Siegfried Heinzmann, Bühnenrechte: Hunzinger Bühnenverlag resp. SACD, Paris
- 2001 Play Strindberg von Friedrich Dürrenmatt, Regie, Puppen, Bühne: Siegfried Heinzmann, Bühnenrechte Felix Bloch Erben
- 2000 Der arme Matrose/Die Schule der Witwen Miniaturdramen von Jean Cocteau, Regie, Puppen, Bühne: Siegfried Heinzmann, Bühnenrechte: Hunzinger Bühnenverlag resp. SACD, Paris
- 1999 Das kalte Herz von Barbara Kilian nach Wilhelm Hauff
- 1996 Überflüssigkeiten Ensembleproduktion, Nummernprogramm für Erwachsene
- 1995 Der Ball des Todes, "Die Schaubude" Alexander Blok und "Der Fehler des Todes" von Velimir Chlebnikov, Bühnenrechte: Verlag der Autoren
- 1993 Der Widerspenstigen Zähmung ein Comical nach William Shakespeare, Regie: Zlatko Bourek, Co.-Regie: Siegfried Heinzmann, Kostüme: Diana Bourek
- 1989 Rigoletto von Viktor Hugo und Francesco Maria Piave, Regie und Puppen: Slatko Bourek
- 1988 Tschechow Groteske Einakter, "Der Bär", "Über die Schädlichkeit des Tabaks" und "Der Heiratsantrag", Puppen und Regie: Zlatko Bourek
- 1987 Der blaue Vogel von Maurice Maeterlinck, Regie, Puppen, Bühne: Siegfried Heinzmann, Dramaturgie: Beate-Ursula Endriss, Bühnenrechte: Felix Bloch Erben
- 1984 Don Juan oder die Anatomie des Mannes, Regie, Puppen, Ausstattung: Siegfried Heinzmann